# 하트의 여왕 (이상한 나라의 앨리스)

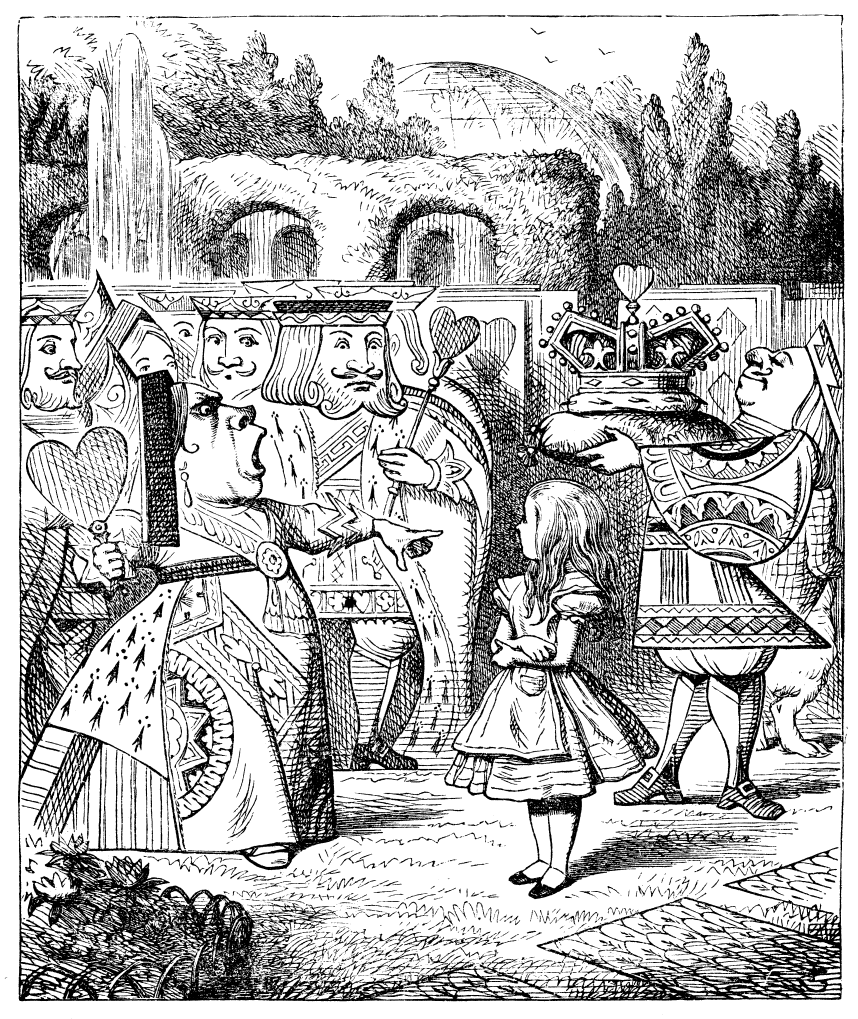
하트의 여왕을 주제로 한 삽화

하트의 여왕(영어: Queen of Hearts)은 루이스 캐럴의 소설 《이상한 나라의 앨리스》에 등장하는 인물이다. 앨리스와 크리켓 경기를 함께 하며, 파이를 둘러싼 재판에도 등장한다. 폭정을 일삼으며 참수형을 구형하는 그녀는 TV 시리즈 《원스 어폰 어 타임》에서 백설공주에 등장하는 여왕의 어머니로 등장한다. 심장을 빼앗는 인물로도 등장한다.